# Tarrare
Tarrare ([taʁaʁ]; asi 1772 – 1798), někdy také Tarar, byl francouzský showman a voják známý pro svou neobvyklou chuť k jídlu a stravovací návyky. Byl schopen sníst obrovské množství jídla, přesto měl neustále hlad; rodiče se o něj nedokázali starat, a tak byl jako náctiletý vyhnán z rodinného domu. Cestoval po Francii spolu se skupinou prostitutek a zlodějů, než se stal předskokanem kočovného šarlatána. Při svém představení polykal zátky, kameny, živá zvířata nebo celý košík jablek. Tato představení pak prováděl také v Paříži, kde pracoval jako pouliční umělec.
Na začátku války první koalice se Tarrare připojil k francouzské revoluční armádě, kde ani zčtyřnásobení standardní vojenské dávky nedokázalo uspokojit jeho obrovskou chuť k jídlu. Snědl veškeré dostupné jídlo, i z hromad odpadků, ale stále hladověl a jeho zdravotní stav se zhoršoval. Kvůli vyčerpání byl hospitalizován a stal se předmětem řady lékařských experimentů, které testovaly jeho stravovací kapacity, při nichž mimo jiné snědl na jedno posezení jídlo určené pro 15 osob, živé kočky, hady, ještěrky a štěňata a polykal celé úhoře bez žvýkání. Navzdory své neobvyklé stravě trpěl podváhou a s výjimkou stravovacích návyků nejevil jiné známky duševní choroby, jen byl u něj popsán apatický temperament.
Generál Alexandre de Beauharnais se rozhodl využít Tarrarovy schopnosti k vojenskému užitku a zaměstnal ho jako kurýra pro francouzskou armádu s úmyslem, že spolkne dokumenty, projde nepřátelskými liniemi a získá je zpátky ze stolice, jakmile bude na bezpečném místě. Tarrare neuměl německy a na své první misi byl zajat pruskými silami, těžce zbit a podroben předstírané popravě, než byl propuštěn zpět na francouzské území.
Díky této potupné zkušenosti souhlasil, že se podrobí jakékoli proceduře, která by mohla vyléčit jeho chuť k jídlu, a byl léčen pomocí laudanu, tabákových pilulek, vinného octa a vařených vajec. Všechny postupy selhaly a lékaři ho nedokázali udržet na kontrolované dietě; vyplížil se z nemocnice, aby se mohl přiživovat na vnitřnostech ve žlabech, hromadách odpadků a zbytcích z řeznictví; pokoušel se dokonce pít krev ostatních pacientů v nemocnici a sníst mrtvoly v nemocniční márnici. Po podezření, že snědl roční batole, byl z nemocnice vyhozen. Znovu se objevil o čtyři roky později ve Versailles s případem těžké tuberkulózy a krátce nato zemřel po dlouhém záchvatu exsudativního průjmu.